# Carl Auer von Welsbach

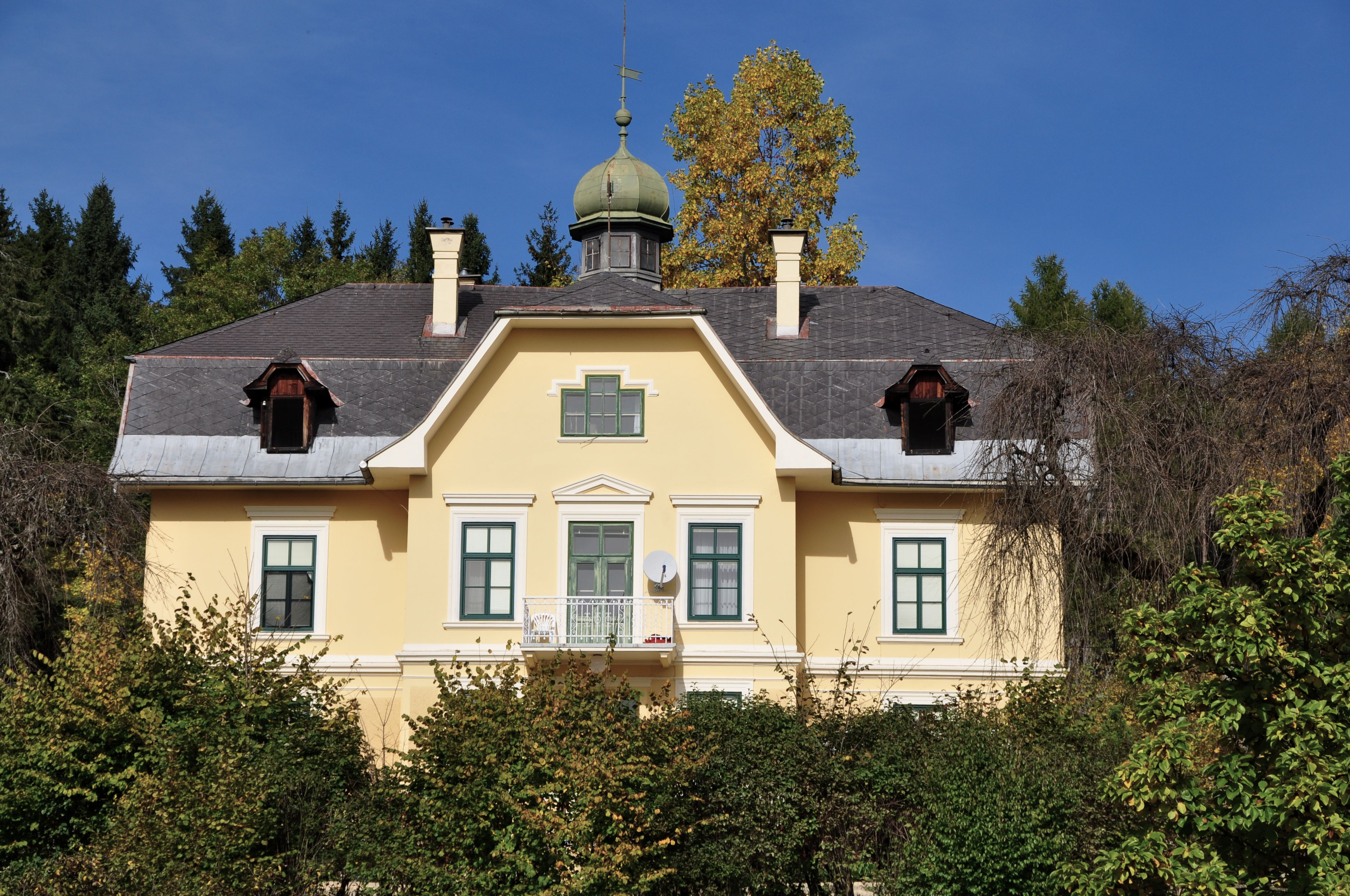
Castelul Auer von Welsbach din Mölbling, Austria

Carl Auer von Welsbach, cunoscut și sub numele de Carl Auer, Freiherr von Welsbach (n. 1 septembrie 1858, Viena, Imperiul Austriac – d. 4 august 1929, Mölbling⁠(d), Carintia, Austria), a fost un  om de știință, inventator și antreprenor austriac. Este cunoscut pentru talentul de a transforma rezultatele cercetărilor sale în succese comerciale, precum aliajul feroceriu (utilizat pentru brichete și în prezent), sita incandescentă (care a adus lumină pe străzile Europei secolului al XIX-lea) sau filamentul metalic al becurilor incandescente.

## Date biografice
Carl Auer s-a născut la Viena la 1 septembrie 1858, fiind ultimul dintre cei patru copii (Leopoldine, Alois, Amalie și Carl) ai familiei Therese Auer (născută Neuditschka) și Alois Auer. Tatăl său (înnobilat în anul 1860 cu titlul Ritter von Welsbach) a fost în perioada 1941-1964 directorul Imprimeriei Imperiale (K.-k. Hof - und Staatsdruckerei) a Imperiului Austriac. 
Carl Auer von Welsbach a cumpărat în 1893 conacul Rastenfeld (în prezent Castelul Welsbach) din Mölbling de la actrita Marie Geistinger. În 1899 sa căsătorit cu Marie Nimpfer, cu care a avut patru copii. În 1901 a obținut titlul nobiliar Freiherr (echivalent celui de baron). A murit la vârsta de 70 de ani, fiind înmormântat în cimitirul Hietzinger din Viena.

## Educație
Carl a urmat studiile liceale la Viena și Josefstadt. În 1877 s-a înrolat în armata Austro-Ungară, unde a ajuns sublocotenent. În 1878 Auer a fost admis la Universitatea Tehnică din Viena, studiind matematică, chimie generală, inginerie fizică și termodinamică până în 1980. În aceeași perioadă și-a definitivat și serviciul militar. 
În 1880 s-a mutat la Universitatea din Heidelberg, unde și-a continuat studiile în chimie sub conducerea lui Robert Wilhelm Bunsen (inventatorul arzătorului Bunsen). În 1882 a obținut diploma de Doctor și s-a întors la Viena pentru a lucra (fară plată) ca asistent, în cadrul laboratorului profesorului Adolf Lieben, unde a dezvoltat metode de separare pentru investigarea pamânturilor rare.

## Pământurile rare
În 1885, Carl Auer von Welsbach a folosit o metodă dezvoltată de către el însuși (recristalizarea fracționată) pentru a separa în premieră aliajul didymium în cele două părți componente. A observat colorațiile diferite produse flăcării becului Bunsen de către cele doua componente, pe care le-a numit „praseodymium” (verde) și „neodidymium” (roz); acestă din urmă denumire a evoluat ulterior in „neodymium”.

## Sita incandescentă
Tot in 1885, Carl Auer von Welsbach a obținut brevetul pentru sita incandescentă (Auerlicht) pentru care a utilizat un amestec format din 60% oxid de magneziu, 20% oxid de lantan și 20% oxid de ytriu (utilizat sub denumirea comercială de Actinophor). Pentru producerea acestuia, țesătura de bumbac era impregnată cu amestecul anterior menționat și uscat. În timpul procesului de uscare bumbacul arde, produsul rezultat păstrând forma țesăturii originale. Aceste manșoane fragile strălucesc puternic la încălzire, emițând o lumină de culoare verde. Din cauza fragilității produsului, prima generație de site incandescente nu a reprezentat un mare succes comercial, compania Würth&Co din Atzgersdorf (cumpărată pentru comercializarea acestuia) falimentând în 1889.
În 1890, împreună cu colaboratorul sau (Dr. Haittinger) a introdus o nouă formulă chimică bazată pe un amestec format din 99% dioxid de thoriu și 1% dioxid de ceriu. Noile site incandescente s-au dovedit mult mai robuste, emițând o lumină mai albă.  A înființat în 1891 (alături de Ignaz Kreidl, un fost coleg de studii universitare) o alta companie în vederea producerii acest nou design, dispozitivul răspândindu-se rapid în întreaga Europă. În Statele Unite, această tehnică a fost adoptată de către Compania Coleman, produsul devenind logo-ul societății. Din cauza emisiilor radioactive (produși de dezintegrare ai thoriului) în gazele de ardere, în 1980 Coleman a schimbat formula produsului său, utilizând materiale neradioactive, cu un cost mai mic și cu o durată de viață mai ridicată.
Ulterior, Carl Auer von Welsbach a început să lucreze la dezvoltarea de site cu filament metalic pentru lămpi cu incandescență, utilizând întâi filamente de platină, apoi de osmiu. Întrucât osmiul este foarte dificil de prelucrat, a dezvoltat o nouă metodă, prelucrând o pastă formată dintr-un  amestec de oxid de osmiu și pulbere de cauciuc sau zahar prin lamelare prin duze. În urma arderii, pasta se transforma Într-o sârmă fina de osmiu.
Produsul a fost inițial destinat să fie utilizat pentru o nouă generație de site incandescente. Totuși – întrucât în aceeași perioadă energia electrică a fost introdusă pe piață – Carl Auer von Welsbach a început să experimenteze noi moduri de a folosi filamentele ca un înlocuitor pentru arcul electric. În cele din urmă, în 1898 a dezvoltat o tehnică viabilă și a deschis o nouă fabrică pentru producerea Auer-Oslight, produs comercializat începând cu anul 1902. Filamentul metalic al becului cu incandescență a reprezentat o îmbunătățire majoră față de filamentele cu carbon existente la acea dată, fiind mai robuste, având o durată de viață mai îndelungată și folosind aproximativ jumătate din energia electrică pentru producerea aceleași cantități de lumină.

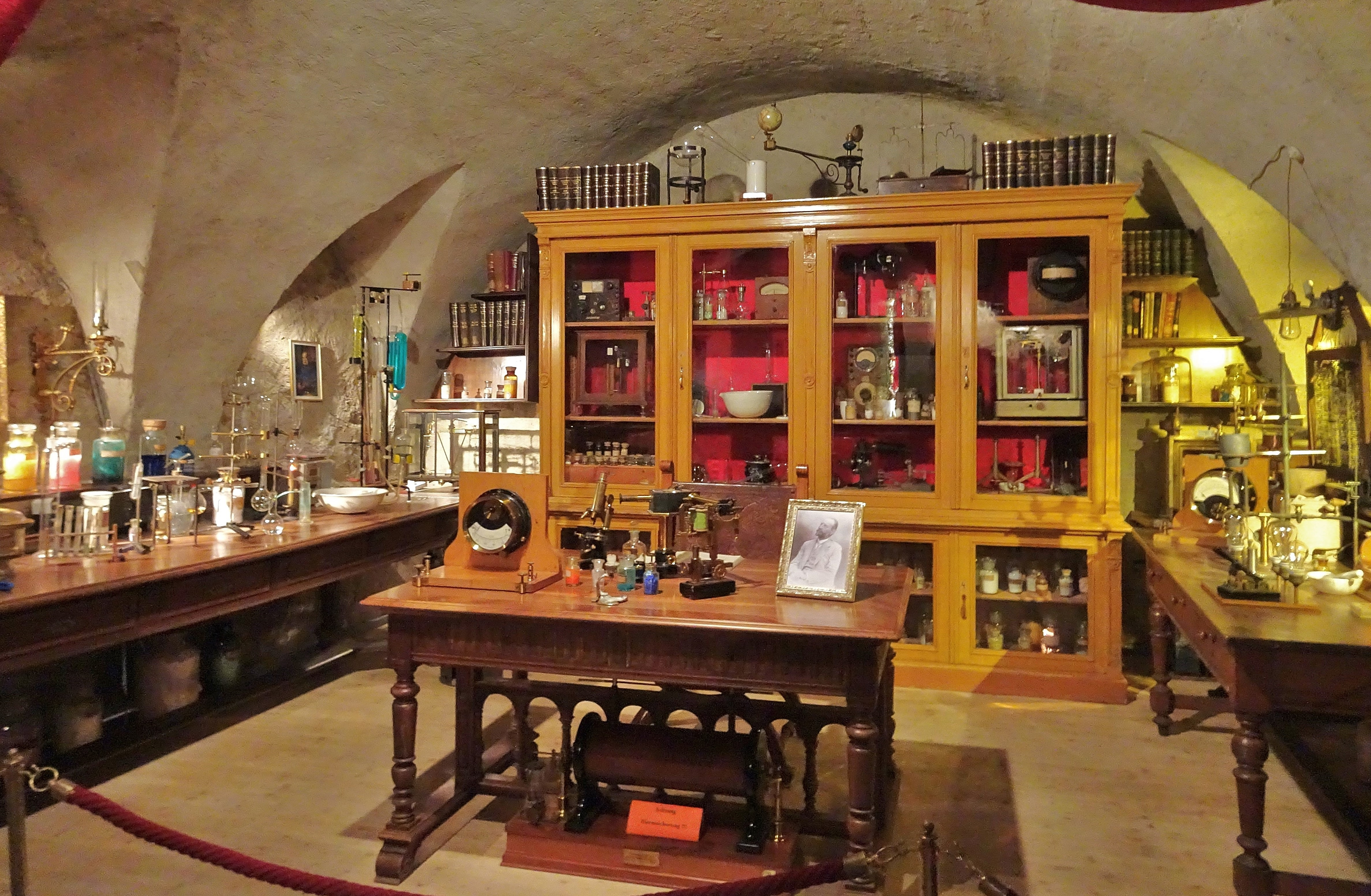
Materiale de laborator originale expuse la Muzeul din Althofen

## Amnarul
În 1903, Carl Auer von Welsbach a obținut un nou brevet pentru amnarul din feroceriu. Cremenea lui Welsbach consta dintr-un aliaj piroforic format din 70% ceriu și 30% fier, care producea scântei la mișcări bruște sau prin frecare. Acest sistem este încă utilizat pe scară largă pentru brichete. În 1907 Carl Auer von Welsbach a inființat Treibacher Chemische Werke GesmbH cu scopul de a construi și comercializa astfel de dispozitive. În 1920 a obținut inelul Werner von Siemens, numele său devenind sinonim cu dezvoltarea iluminatului artificial.

## Alte contribuții
Pentru restul vieții sale, s-a întors la chimia „pură”, publicând o serie de documente referitoare la separarea chimică și spectroscopie. A avut contribuții importante la separarea elementelor radioactive din minereuri de uraniu, studiul radioactivității artificiale și utilizarea radioizotopilor în cercetare și radioterapie. În 1922 a prezentat o lucrare importantă referitoare la separarea elementelor radioactive.

## In memoriam
Pe bancnota austriacă de 20 de șilingi (în circulație între 1956-1966) era tipărit portretul lui Carl Auer von Welsbach. De asemenea, chipul său apare pe monede sau timbre emise în 1936, 1954, 2008 și 2013.
În 2008 (la 150 de ani de la nașterea sa), Carl Auer von Welsbach a devenit motivul principal al unei valoroase colecții de monede: moneda comemorativă austriaca de 25 de euro „Fascinația luminii”. Reversul prezintă în partea stângă un portret parțial al lui Auer. Soarele strălucește în pastila centrală de niobiu (de culoare verde), iar câteva dispozitive pentru producerea luminii artificiale completează discul de argint.
Muzeul din Althofen (Carinthia, Austria) îi poartă numele, la fel ca diverse colegii, străzi (în Viena, Berlin) sau parcuri (Viena). Din 2008, Universitatea din Viena oferă o bursă cu numele Carl Auer von Welsbach. În 2010, sala de conferințe a Institutului Chimic al Universității din Viena a fost redenumită Carl Auer von Welsbach.

## Premii și distincții
- Medalia Elliott Cresson, 1900
- Inelul Werner von Siemens, 1920
- Medalia inaugurală Wilhelm Exner, 1921